# Уљаник (острво)
Уљаник (итал. Scoglio Olivi) је једно од острва смјештених у пулском заливу. Име је добио по маслинама или уликама које су расле на њему. Од свих маслина преостала је само једна која се налази у средишту острва окружена објектима бродоградилишта Уљаник чији се главни погони налазе на самом острву.
Данас је Уљаник повезан с обалом мостом преко којег пролази жељезничка пруга. На острву се налази пристаниште те сухи и мокри докови.